# Маккой, Мэтт
Мэтт Маккой (англ. Matt McCoy; род. 20 мая 1958 года) — американский актёр, известный по своим ролям в фильмах из цикла «Полицейская академия» (1988—1989), а также в оскароносном фильме «Секреты Лос-Анджелеса» (1997).

## Биография
Мэтт Маккой родился 20 мая 1958 года в Вашингтоне (некоторые источники в качестве места рождения указывают Остин). Его актёрская карьера началась в 1979 году, с небольшой роли в американском телесериале «Hot Hero Sandwich». Известность пришла к Маккою после роли сержанта Ника Лассарда в фильмах «Полицейская академия 5: Место назначения — Майами-Бич» (1988 год) и «Полицейская академия 6: Город в осаде» (1989 год).
В 1992 году Маккой исполнил одну из главных ролей в фильме Кёртиса Хэнсона «Рука, качающая колыбель». Позднее, в 1997 году, сотрудничество Хэнсона и Маккоя продолжилось в нуар-триллере «Секреты Лос-Анджелеса», где актёр сыграл Брэтта Чейза, персонажа второго плана. Фильм стал лауреатом кинопремии «Оскара» в двух категориях («Лучшая женская роль второго плана» и «Лучший адаптированный сценарий»). В 2003 году Маккоя можно было увидеть в криминальной комедии «National Security» вместе с Мартином Лоуренсом.
На сегодняшний момент, за тридцатилетнюю актёрскую карьеру, Мэтт Маккой снялся в более восьмидесяти фильмах и сериалах.

## Избранная фильмография
| Год  |   | Русское название                                      | Оригинальное название                     | Роль                |
| ---- | - | ----------------------------------------------------- | ----------------------------------------- | ------------------- |
| 1988 | ф | Полицейская академия 5: Место назначения — Майами-Бич | Police Academy 5: Assignment: Miami Beach | сержант Ник Лассард |
| 1989 | ф | Полицейская академия 6: Город в осаде                 | Police Academy 6: City Under Siege        | сержант Ник Лассард |
| 1992 | ф | Рука, качающая колыбель                               | The Hand That Rocks The Cradle            | Майкл Бартел        |
| 1992 | ф | Глазами наблюдателя                                   | Eyes of the Beholder                      | Фрэнк Карлайл       |
| 1993 | ф | Белые волки: Крик дикой природы 2                     | White Wolves: A Cry in the Wild II        | Джек                |
| 1993 | ф | Обмен убийствами                                      | Dead On                                   | Тед Бомонт          |
| 1994 | ф | Ковбой-самурай                                        | Samurai Cowboy                            | Кольт Уингейт       |
| 1994 | ф | Большеногий: Незабываемая встреча                     | Big Foot: The Unforgettable Encounter     | охотник             |
| 1995 | ф | Ребёнок напрокат                                      | Rent-a-Kid                                | Расс Сиракуз        |
| 1995 | ф | Трудная добыча                                        | Hard Bounty                               | Мартин Кэннинг      |
| 1997 | ф | Секреты Лос-Анджелеса                                 | L.A. Confidential                         | Брэтт Чейз          |
| 2003 | ф | Национальная безопасность                             | National Security                         | Роберт Бэртон       |